# Государственный джаз-оркестр СССР
Государственный джаз-оркестр СССР (Госджаз) — советский музыкальный джазовый коллектив, существовавший в 1936—1941 годах.

## История
Оркестр был основан в 1936 году по приказу Комитета по делам искусств вместе с ансамблем танца, симфоническим оркестром, оркестром народных инструментов, народным хором — коллективами-представителями основных ответвлений концертного искусства. Художественным руководителем данного экспериментального оркестра стал М. И. Блантер, а музыкальным — В. Н. Кнушевицкий. Создатели предполагали, что оркестр не будет исполнять ни чисто эстрадную и танцевальную музыку в джазовом стиле, ни так называемую массовую песню. Оригинальное ответвление джаза, в котором играл оркестр, получило название симфоджаз. В разработке нового репертуара участвовали передовые музыканты Москвы: А. Н. Цфасман, И. О. Дунаевский, Ю. С. Милютин, Д. Д. Шостакович, братья Покрасс, С. В. Бархударян и т. д. Оркестр составляли инструменты малого симфонического и джаз-оркестров, в новинку была большая группа гитар и банджо (до этого ни в одном джаз-оркестре их не было). Госджаз дебютировал 28 ноября 1938 года в Колонном зале Дома Союзов на праздновании первой декады советской музыки. Выступление получило положительную оценку прессы.

Ещё несколько лет тому назад советский джаз буквально с боем завоевывал себе права гражданства и признание. В том, что советский джаз представляет собой в настоящее время подлинно художественное явление, мы могли воочию убедиться на вчерашнем выступлении.
— газета «Известия».

В 1939 году Госджаз поучаствовал в Новогоднем концерте в Георгиевском зале Кремля. Оркестр представил вниманию публики интерпретации прелюдов и романсов С. В. Рахманинова, «Сюита для джаз-оркестра» Шостаковича и ряд концертно-оркестровых версий популярных на то время песен. В 1940—41 гг. оркестром руководил А. В. Варламов, предпринявший ряд усилий по изменению репертуара и стилистики коллектива: оркестр стал больше уделять внимания исполнению музыки в стиле свинг. В 1941 году коллектив получил статус Образцово-показательного оркестра Наркомата обороны и выехал на фронт. Значительная группа исполнителей, вместе с главным дирижером Юрием Лаврентьевым во время фронтовых гастролей попала в окружение под Вязьмой и погибла. После окончания войны попыток восстановить оркестр в его прежнем виде не предпринимали.
Тем не менее, в 1945 году Кнушевицким и несколькими бывшими музыкантами Госджаза был создан Эстрадный оркестр Всесоюзного радио, позже переименованный в Эстрадно-симфонический оркестр Центрального телевидения и Всесоюзного радио, а ныне известный как Академический Большой концертный оркестр имени Ю. В. Силантьева (Юрий Силантьев был дирижёром коллектива в 1958—1983 годах).

## Записи оркестра
До начала войны оркестр Кнушевицкого успел записать 26 пластинок-грандов, на которых были представлены инструментальные композиции, музыка из фильмов и эстрадные песни в исполнении популярных певцов того времени. В 1984—1991 годах фирма «Мелодия» выпустила серию долгоиграющих альбомов «Антология советского джаза» с сохранившимися к тому времени лучшими и редкими записями советских джазовых коллективов 1920—1950-х годов, которые были найдены в архивах, а также коллекциях и восстановлены. Записи Госджаза представлены на седьмом, восьмом и двенадцатом альбомах серии («Мне грустно без тебя», «Укротитель змей» и «Смотр»), вышедших в 1986—1988 годах.